# Kindzadza
Kindzadza é um projeto de dark psytrance criado pelo russo Leonid Greshilov (russo Леонид Грешылов). É um dos nomes responsáveis pela Osom Music. Suas apresentações são compostas tanto por músicas autorais quanto por curadoria (DJ Set). Seu primeiro lançamento, "Waves From Outer Space", é considerado um marco na historia do dark psytrance, lançado em 2 de fevereiro de 2004, pela Parvati Records.
Em suas redes sociais, Leonid demonstra elevado interesse por síntese modular e sintetizadores analógicos.

## Discografia[1]
| Lançamento                       | Gravadora        | Ano  |
| -------------------------------- | ---------------- | ---- |
| Waves From Outer Space           | Parvati Records  | 2004 |
| 13 Dimension Connection          | Insomnia Records | 2005 |
| Waves From Inner Space           | Osom Music       | 2007 |
| Insoluble                        | Osom Music       | 2010 |
| Nano Ninja                       | Osom Music       | 2012 |
| I'd like you to be a mind reader | Osom Music       | 2016 |